# 明朝解元列表
本表按年份、科次列舉明朝（包括南明）各省鄉試第一名（解元）。

## 凡例
本表主要參考資料爲《皇明三元考》（洪武至萬曆），並根據各省登科錄、通志、地方志校補，以注釋標明。

## 列表
| 科次                           | 北平                      | 應天              | 浙江          | 江西          | 福建          | 湖廣          | 河南            | 山東            | 山西              | 陝西              | 四川          | 廣東          | 廣西          | 雲南            | 雲南              |
| ------------------------------ | ------------------------- | ----------------- | ------------- | ------------- | ------------- | ------------- | --------------- | --------------- | ----------------- | ----------------- | ------------- | ------------- | ------------- | --------------- | ----------------- |
| 洪武三年 庚戌科 （1370年）     | 失載                      | 龍文明 華亭縣     | 何文信 上虞縣 | 吳伯宗 金谿縣 | 李升 福清縣   | 李原舉 黃岡縣 | 孫卓 滎澤縣     | 失載            | 仇敬 曲沃縣       | 爾朱欽 富平縣     |               | 李初 失載     | 附試廣東      |                 |                   |
| 洪武四年 辛亥科 （1371年）     | 失載                      | 失載              | 失載          | 失載          | 林谷顯 長樂縣 | 失載          | 失載            | 失載            | 賀貫 趙城縣       | 失載              |               | 蔡希仁 海陽縣 | 附試廣東      |                 |                   |
| 洪武五年 壬子科 （1372年）     | 失載                      | 失載              | 鄭真 慈谿縣   | 失載          | 失載          | 失載          | 張唯 江西永豐縣 | 王璉 長山縣     | 高鐸 絳州         | 失載              | 失載          | 劉得海 海陽縣 | 附試廣東      |                 |                   |
| 洪武十七年 甲子科 （1384年）   | 蓋思聰 沙河縣             | 齊德 溧水縣       | 顧觀 蕭山縣   | 程以善 南昌縣 | 黃維清 晉江縣 | 徐珂 枝江縣   | 吳謙 許州       | 失載            | 王賓 壺關縣       | 呂震 臨潼縣       | 失載          | 周尚文 香山縣 | 胡文通 宜山縣 |                 |                   |
| 洪武二十年 丁卯科 （1387年）   | 武瓛 棗強縣               | 施顯 常熟縣       | 陳訥 平陽縣   | 解縉 吉水縣   | 馮伏 懷安縣   | 徐克溫 江夏縣 | 董恂 鄭州       | 王倪 濟陽縣     | 戴廷芳 定襄縣     | 失載              | 李清 瀘州     | 曾三省 失載   | 李廸 臨桂縣   |                 |                   |
| 洪武二十三年 庚午科 （1390年） | 失載                      | 黃文史 福建長泰縣 | 王羽 仁和縣   | 冷自誠 寧州   | 張伯福 閩縣   | 賀守貞 攸縣   | 成儀 洛陽縣     | 失載            | 白珝 太谷縣       | 宋䂓 臨潼縣       | 失載          | 蘇義逹 南海縣 | 劉淵 臨桂縣   |                 |                   |
| 洪武二十六年 癸酉科 （1393年） | 失載                      | 王恩 華亭縣       | 施誼 仁和縣   | 吳清老 南昌縣 | 林賜 長樂縣   | 劉從政 麻城縣 | 藺從善 磁州     | 失載            | 劉觀 太谷縣       | 董威 同州         | 李祥 瀘州     | 梁濟平 南海縣 | 丁昂 臨桂縣   |                 |                   |
| 洪武二十九年 丙子科 （1396年） | 司敬 獻縣                 | 尹昌隆 江西泰和縣 | 姚震 仁和縣   | 黎讓 吉水縣   | 李騏 福清縣   | 鄭璧 江夏縣   | 劉順 郾城縣     | 王貫 昌邑縣     | 柳春 洪洞縣       | 張恪 岐山縣       | 失載          | 陳圭 番禺縣   | 諸葛平 陽朔縣 |                 |                   |
| 建文元年 己卯科 （1399年）     | 王遜 高陽縣               | 劉政 吳縣         | 何海 建德縣   | 王艮 吉水縣   | 楊子榮 建安縣 | 楊溥 石首縣   | 張信 祥符縣     | 失載            | 睦彥 樂平縣       | 失載              | 失載          | 張舉 番禺縣   | 周冕 賀縣     |                 |                   |
| 建文四年 壬午科 （1402年）     |                           |                   |               |               | 失載          | 劉文斌 江夏縣 |                 |                 | 張敬 陽曲縣       |                   | 田魁 富順縣   | 林文亨 海康縣 | 李靜 鬱林州   |                 |                   |
| 科次                           | 北京                      | 應天              | 浙江          | 江西          | 福建          | 湖廣          | 河南            | 山東            | 山西              | 陝西              | 四川          | 廣東          | 廣西          | 雲南            | 雲南              |
| 永樂元年 癸未科 （1403年）     | 失載                      | 王仲壽 江寧縣     | 王道 永嘉縣   | 劉子欽 吉水縣 | 陳用 莆田縣   | 袁添祿 衡山縣 | 張忠 太康縣     | 王用 平原縣     |                   | 王志 咸寧縣       |               | 待考          |               |                 |                   |
| 永樂三年 乙酉科 （1405年）     | 董芳 元城縣               | 朱璚 華亭縣       | 楊復 長興縣   | 張叔豫 永新縣 | 楊端儀 晉江縣 | 鄧真 江夏縣   | 王輝 睢州       | 蔣先 沂州       | 周麟 臨汾縣       | 羅政 淳化縣       | 尹性中 瀘州   | 李霑 南海縣   | 何玉 博白縣   |                 |                   |
| 永樂六年 戊子科 （1408年）     | 韓勵 博野縣               | 黃壽生 福建莆田縣 | 陳璲 臨海縣   | 錢習禮 吉水縣 | 楊慈 莆田縣   | 向學 房縣     | 郭濟 太康縣     | 劉翀 濟寧州     | 劉昇 太谷縣       | 李錫 咸寧縣       | 張駿 瀘州     | 林超 南海縣   | 賀敬 臨桂縣   |                 |                   |
| 永樂九年 辛卯科 （1411年）     | 失載                      | 徐則寧 江西金谿縣 | 木訥 錢塘縣   | 曾鼎 永豐縣   | 林誌 閩縣     | 郭址 常德府   | 郭堅 汲縣       | 劉忠 掖縣       | 宋俊 樂平縣       | 董茂 咸寧縣       | 梁承宗 宜賓縣 | 鄭義 潮陽縣   | 秦崇 興安縣   | 洪誠 昆明縣     | 洪誠 昆明縣       |
| 永樂十二年 甲午科 （1414年）   | 失載                      | 謝瑤 吳縣         | 鄭惟桓 慈谿縣 | 陳循 泰和縣   | 何瓊 懷安縣   | 賀獻 江夏縣   | 趙冕 祥符縣     | 張鄜 汶上縣     | 范斌 榆次縣       | 王弁 高陵縣       | 胡信 榮縣     | 彭森 南海縣   | 張煜 賀縣     | 失載            | 失載              |
| 永樂十五年 丁酉科 （1417年）   | 杜時 深州                 | 楊珙 上海縣       | 胡文善 蘭谿縣 | 尹鳳岐 吉水縣 | 李馬 長樂縣   | 程旞 蘄州     | 閻端 洛陽縣     | 顏齊 蒙陰縣     | 張隨 芮城縣       | 張恕 咸寧縣       | 張駿 瀘州     | 劉玘 潮陽縣   | 馬馴 臨桂縣   | 張安 昆明縣     | 張安 昆明縣       |
| 永樂十八年 庚子科 （1420年）   | 慶 開州                   | 繆讓 長洲縣       | 陳聳 永嘉縣   | 徐福 新建縣   | 吳觀 莆田縣   | 高信 郴州     | 薛瑄 山西河津縣 | 李春 濟寧州     | 劉海 夏縣         | 楊昉 興平縣       | 朱瓚 井研縣   | 曾節 南海縣   | 周嘉賓 恭城縣 | 李應 昆明縣     | 李應 昆明縣       |
| 科次                           | 順天                      | 應天              | 浙江          | 江西          | 福建          | 湖廣          | 河南            | 山東            | 山西              | 陝西              | 四川          | 廣東          | 廣西          | 雲南            | 雲南              |
| 永樂二十一年 癸卯科 （1423年） | 失載                      | 錢浩              | 楊述 崇德縣   | 王修 吉水縣   | 汪凱 龍溪縣   | 婁昇 湘潭縣   | 王學 祥符縣     | 齊整 濟寧州     | 侯璡 澤州         | 失載              | 失載          | 區賢 南海縣   | 趙霖 臨桂縣   | 張彬 昆明縣     | 張彬 昆明縣       |
| 宣德元年 丙午科 （1426年）     |                           | 周讓 華亭縣       | 何惟機 臨海縣 | 孫昌 豐城縣   | 林時望 莆田縣 | 黃秉中 桂陽州 | 房威 洛陽縣     | 祝禧 濟寧州     | 王牧 浮山縣       | 許璞 鳳翔府       | 失載          | 陳綱 保昌縣   | 張輝 平南縣   | 王譽 昆明縣     | 王譽 昆明縣       |
| 宣德四年 己酉科 （1429年）     | 王堂 失載                 | 沈譓 常熟縣       | 范理 天台縣   | 吳節 安福縣   | 李蒲 莆田縣   | 李滄 嘉魚縣   | 丘陵 蘭陽縣     | 毛同 濱州       | 韓文昌 孝義縣     | 失載              | 冷遂南 銅梁縣 | 曾蘭 瓊山縣   | 秦謙 陽朔縣   | 李銓 昆明縣     | 李銓 昆明縣       |
| 宣德七年 壬子科 （1432年）     | 宋雍 福建莆田縣           | 謝珤 丹徒縣       | 趙象 臨海縣   | 王鑑 吉水縣   | 林同 莆田縣   | 馬嗣宗 江夏縣 | 李賢 鄧州       | 趙隆 東平州     | 高澄 曲陽縣       | 趙俊 臨潼縣       | 張濬 瀘州     | 翁凱 揭陽縣   | 蘇忞 懷集縣   | 楊俊 昆明縣     | 楊俊 昆明縣       |
| 宣德十年 乙卯科 （1435年）     | 鄒冕 河南光山縣           | 郭綸 華亭縣       | 商輅 淳安縣   | 陳文 廬陵縣   | 高岡 閩縣     | 商瑜 黃梅縣   | 李春 鄭州       | 李秉 曹州       | 朱遜 沁源縣       | 楊鼎 咸寧縣       | 失載          | 王彰 海豐縣   | 宋顒 臨桂縣   | 陶鎔 昆明縣     | 陶鎔 昆明縣       |
| 正統三年 戊午科 （1438年）     | 殷謙 涿州                 | 徐瑄 嘉定縣       | 姚夔 桐廬縣   | 劉觀 吉水縣   | 林僑 長樂縣   | 魯文 湘陰縣   | 王宇 祥符縣     | 尚達 東平州     | 王福 清源縣       | 劉俊 鳳翔縣       | 黃仕俊 富順縣 | 張甤 東莞縣   | 賓繼學 平南縣 | 張英 昆明縣     | 張英 昆明縣       |
| 正統六年 辛酉科 （1441年）     | 章以占 浙江新昌縣         | 錢博 華亭縣       | 呂原 秀水縣   | 李庸修 吉水縣 | 方玭 莆田縣   | 羅鎡 安鄉縣   | 熊璘 羅山縣     | 張斐 掖縣       | 喬毅 樂平縣       | 翟弁 涇陽縣       | 張雲翰 德陽縣 | 陳政 番禺縣   | 施允 橫州     | 劉璽 姚州       | 劉璽 姚州         |
| 正統九年 甲子科 （1444年）     | 司馬恂 浙江山陰縣         | 劉昌 吳縣         | 沈珒 平湖縣   | 陳律 永豐縣   | 黃譽 莆田縣   | 嚴誠 京山縣   | 王廷 祥符縣     | 陳瓛 東平州     | 郭紀 大同縣       | 趙謐 涇陽縣       | 周洪謨 長寧縣 | 丘濬 瓊山縣   | 陳鼎 宜山縣   | 王鐸 昆明縣     | 王鐸 昆明縣       |
| 正統十二年 丁卯科 （1447年）   | 莫灝 宛平縣               | 周輿 華亭縣       | 韓祺 蕭山縣   | 胡灌 南昌縣   | 陳俊 莆田縣   | 王倫 咸寧縣   | 郭安 襄城縣     | 尹旻 歷城縣     | 郭文 高平縣       | 邢簡 咸寧縣       | 萬安 眉州     | 鄭安 海陽縣   | 蘇昌 陸川縣   | 李蕃 河陽縣     | 李蕃 河陽縣       |
| 景泰元年 庚午科 （1450年）     | 劉宣 盧龍衛               | 章表 常熟縣       | 楊守陳 鄞縣   | 張業 安福縣   | 翁賓 連江縣   | 董庭圭 華容縣 | 羅綱 羅山縣     | 史蘭 歷城縣     | 屈銓 潞城縣       | 蕭靖 洋縣         | 費廣 合州     | 羅琛 番禺縣   | 韋嵩 宜山縣   | 楊賢 昆明縣     | 楊賢 昆明縣       |
| 景泰四年 癸酉科 （1453年）     | 羅崇嶽 香河縣             | 葉琦 祁門縣       | 胡謐 會稽縣   | 彭序 廬陵縣   | 許評 莆田縣   | 劉餘慶 江夏縣 | 琇 通許縣       | 劉溥 濟寧州     | 謝廷桂 蒲州       | 蔡禎 環縣         | 王秉彜 内江縣 | 唐濂伯 瓊山縣 | 吳淵 宜山縣   | 董雲 金齒衛     | 董雲 金齒衛       |
| 景泰七年 丙子科 （1456年）     | 徐泰 南直隸江陰縣         | 吳啟 江陰縣       | 陳綱 錢塘縣   | 易居仁 泰和縣 | 楊瑛 建安縣   | 賀勛 湘鄉縣   | 海輔 上蔡縣     | 周溥 歷城縣     | 劉道 懷仁縣       | 雷霖 華陰縣       | 黎復登 長壽縣 | 梁昉 南海縣   | 王瓛 臨桂縣   | 張正 大理衛     | 張正 大理衛       |
| 天順三年 己卯科 （1459年）     | 魏法 浙江慈谿縣           | 張文 泰州         | 沈繼先 仁和縣 | 彭教 吉水縣   | 楊瑯 莆田縣   | 劉大夏 華容縣 | 劉鎰 羅山縣     | 張海 德州       | 羅元吉 榆次縣     | 蕭謙 長安縣       | 陳善 富順縣   | 陳安 東莞縣   | 傅鑑 藤縣     | 楊淓 貴州       | 楊淓 貴州         |
| 天順六年 壬午科 （1462年）     | 鄭宏 浙江鄞縣             | 任彥常 江陰縣     | 盧楷 東陽縣   | 計禮 浮梁縣   | 黃初 莆田縣   | 吳濬 沔陽縣   | 杜鴻 裕州       | 梁謙 武城縣     | 趙博 黎城縣       | 吳獻 寶雞縣       | 曹奎 富順縣   | 鍾晟 番禺縣   | 陸淮 桂平縣   | 段子澄 大理府   | 段子澄 大理府     |
| 成化元年 乙酉科 （1465年）     | 汪珙 大興縣               | 陸簡 武進縣       | 楊守阯 鄞縣   | 黎憲 臨川縣   | 趙珤 晉江縣   | 方昇 臨湘縣   | 周冕 安陽縣     | 敖山 莘縣       | 黃芸 大同縣       | 樊儀 延長縣       | 汪藻 內江縣   | 江源 番禺縣   | 李棠 貴縣     | 馬文榮 失載     | 馬文榮 失載       |
| 成化四年 戊子科 （1468年）     | 史俊 涿州                 | 賀恩 吳縣         | 楊文卿 鄞縣   | 彭綱 清江縣   | 黃文琳 莆田縣 | 樊經 澧州     | 劉紳 汝陽縣     | 劉瓛 濟南衛     | 周謐 晉府群牧所   | 梁澤 三原縣       | 馬良玉 成都縣 | 王維節 番禺縣 | 鍾英 陽朔縣   | 張翺 大理府     | 張翺 大理府       |
| 成化七年 辛卯科 （1471年）     | 姚琛 廣東潮陽縣           | 濮晉 武進縣       | 黃珣 餘姚縣   | 萬廷鳳 南昌縣 | 余廉 將樂縣   | 章爵 隨州     | 段應 固始縣     | 石巍 曹縣       | 陶琰 絳州         | 陳祥 甘州中衛     | 汪藻 內江縣   | 鄧應仁 南海縣 | 李澄 臨桂縣   | 韓昂 雲南前衛   | 韓昂 雲南前衛     |
| 成化十年 甲午科 （1474年）     | 馬中錫 故城縣             | 王鏊 吳縣         | 謝遷 餘姚縣   | 羅奎 永豐縣   | 黃乾亨 莆田縣 | 李邦憲 興寧縣 | 張表 鹿邑縣     | 陳珍 遼東義州衛 | 王槐 陽曲縣       | 李璽 鳳翔縣       | 陳綬 瀘州     | 李昕 保昌縣   | 劉澤 臨桂縣   | 楊傑 鄧州       | 楊傑 鄧州         |
| 成化十三年 丁酉科 （1477年）   | 宋禮 大興縣               | 劉繼武 江陰縣     | 孫昇 餘姚縣   | 楊廉 豐城縣   | 蔡清 晉江縣   | 王本義 松滋縣 | 李源 祥符縣     | 李性 陵縣       | 王佐 高平縣       | 閻宇 商州         | 蕭容 瀘州     | 瑞 番禺縣     | 蔣冕 全州     | 趙銳 昆明縣     | 趙銳 昆明縣       |
| 成化十六年 庚子科 （1480年）   | 白鉞 南宮縣               | 貢欽 宣城縣       | 李旻 錢塘縣   | 季源 進賢縣   | 吳稜 莆田縣   | 何說 郴州     | 陰纓 滎陽縣     | 高嶽 泰安州     | 李瀚 沁水縣       | 周鳳 長安縣       | 王嘉慶 洪雅縣 | 林昕 揭陽縣   | 計宗道 懷遠縣 | 張志淳 金齒衛   | 張志淳 金齒衛     |
| 成化十九年 癸卯科 （1483年）   | 張贊 錦衣衛               | 儲巏 泰州         | 周澤 嘉善縣   | 李素 萬安縣   | 陳仁 莆田縣   | 楊純 巴陵縣   | 王鴻儒 南陽縣   | 徐崇德 濟寧州   | 車相 石州         | 林廷玉 平涼衛     | 劉春 巴縣     | 陳經綸 新會縣 | 劉鑾 臨桂縣   | 陳瑀 昆明縣     | 陳瑀 昆明縣       |
| 成化二十二年 丙午科 （1486年） | 羅玘 江西南城縣           | 陳鎬 欽天監       | 孫鑰 鄞縣     | 江潮 貴溪縣   | 林𡹘 同安縣   | 華巒 蘄州     | 羅玹 扶溝縣     | 毛紀 掖縣       | 張錦 崞縣         | 劉鉞 西安前衛     | 鄒智 合州     | 張紹齡 番禺縣 | 趙嘚 上林縣   | 夏時 失載       | 夏時 失載         |
| 弘治二年 己酉科 （1489年）     | 濮韶 太醫院               | 靳貴 丹徒縣       | 陸淞 平湖縣   | 汪俊 弋陽縣   | 傅鼎 福州府   | 曾大有 麻城縣 | 賈詠 臨潁縣     | 臧鳳 曲阜縣     | 常賜 沁水縣       | 童鉞 長安縣       | 宋賢 成都府   | 區元廣 順德縣 | 劉天麒 臨桂縣 | 周忠 金齒衛     | 周忠 金齒衛       |
| 弘治五年 壬子科 （1492年）     | 姚學禮 府軍前衛           | 顧清 華亭縣       | 秦文 臨海縣   | 羅欽順 泰和縣 | 林文迪 寧德縣 | 楊褫 武陵縣   | 崔文 臨潁縣     | 王崧 臨清縣     | 張憲 蔚州         | 李夢陽 慶陽衛     | 劉台 巴縣     | 黃澤 順德縣   | 徐淮 臨桂縣   | 王應奎 太和縣   | 王應奎 太和縣     |
| 科次                           | 順天                      | 應天              | 浙江          | 江西          | 福建          | 湖廣          | 河南            | 山東            | 山西              | 陝西              | 四川          | 廣東          | 廣西          | 雲貴            | 雲貴              |
| 弘治八年 乙卯科 （1495年）     | 張禬 平谷縣               | 王㫤 華亭縣       | 陶諧 會稽縣   | 彭應奎 樂平縣 | 宋元翰 莆田縣 | 陶寶 麻城縣   | 李鑾 南陽府     | 杜珏 濰縣       | 張 安邑縣         | 張子渭 西安府     | 王孝忠 南充縣 | 林高 廣州府   | 舒華 臨桂縣   | 陶濂 失載       | 陶濂 失載         |
| 弘治十一年 戊午科 （1498年）   | 孫清 武清縣               | 唐寅 吳縣         | 胡鐸 餘姚縣   | 歐陽雲 泰和縣 | 林士元 侯官縣 | 張鍾靈 江夏縣 | 李東熙 儀封縣   | 許廷用 堂邑縣   | 張潤 臨汾縣       | 吉時 長安縣       | 江鶚 江津縣   | 盛端明 潮陽縣 | 傅澤 臨桂縣   | 楊宗堯 太和縣   | 楊宗堯 太和縣     |
| 弘治十四年 辛酉科 （1501年）   | 謝丕 浙江餘姚縣           | 陸深 上海縣       | 田惟祜 蕭山縣 | 劉節 大庾縣   | 張燮 閩縣     | 廖珊 衡陽縣   | 何瑭 懷慶衛     | 趙鼎 臨淄縣     | 李翰臣 大同右衛   | 王諤 西安護衛     | 張鵬翼 瀘州   | 張世衡 海南衛 | 傅文溥 藤縣   | 汪城 雲南騰衝衛 | 汪城 雲南騰衝衛   |
| 弘治十七年 甲子科 （1504年）   | 張璿 晉州                 | 眭紘 武進縣       | 蕭鳴鳳 山陰縣 | 尹襄 永新縣   | 黃如金 莆田縣 | 王相之 松滋縣 | 王鴻漸 南陽縣   | 穆孔暉 堂邑縣   | 孫紹先 代州       | 胡鑑 同州         | 許濂 成都衛   | 陳珖 饒平縣   | 喻漢 藤縣     | 楊士雲 太和縣   | 楊士雲 太和縣     |
| 正德二年 丁卯科 （1507年）     | 張行甫 大興縣籍浙江錢塘縣 | 吳仕 宜興縣       | 張直 山陰縣   | 夏良勝 南城縣 | 林文俊 莆田縣 | 李中 隨州     | 劉啟東 羅山縣   | 李節義 茌平縣   | 解一貫 交城縣     | 邵昇 鳳翔縣       | 王俊民 合州   | 黃錦 歸善縣   | 陳俊 臨桂縣   | 卓文林 昆明縣   | 卓文林 昆明縣     |
| 正德五年 庚午科 （1510年）     | 王江 任丘縣               | 孫繼先 浙江餘姚縣 | 戴顒 太平縣   | 劉泉 安福縣   | 黃廷宣 莆田縣 | 仵瑜 蒲圻縣   | 高尚賢 新鄭縣   | 王三錫 曹州     | 陳皋謨 代州       | 吉體仁 興平縣     | 葉桂章 名山縣 | 黃佐 香山縣   | 屠楷 臨桂縣   | 滕文燦 保山縣   | 滕文燦 保山縣     |
| 正德八年 癸酉科 （1513年）     | 史道 涿州                 | 王大化 儀真縣     | 陳器 臨海縣   | 王昂 吉水縣   | 張 惠安縣     | 阮朝東 黃岡縣 | 李濂 祥符縣     | 陳文昭 濮州     | 劉懷仁 陽曲縣     | 吳縉 鳳翔縣       | 毛翥 瀘州     | 蕭與成 潮陽縣 | 鄭琬 儀衛司   | 顏楫 建水州     | 顏楫 建水州       |
| 正德十一年 丙子科 （1516年）   | 周光宙 南直隸常熟縣       | 崔桐 海門縣       | 張懷 餘姚縣   | 郭鵬 宜春縣   | 朱淛 莆田縣   | 羅星 攸縣     | 盧煥 光山縣     | 王化 濱州       | 汪繼芳 陽曲縣     | 劉序 長安縣       | 陳講 遂寧縣   | 倫以諒 南海縣 | 唐元殊 臨桂縣 | 鄒志學 昆明縣   | 鄒志學 昆明縣     |
| 正德十四年 己卯科 （1519年）   | 楊維聰 固安縣             | 潘潢 婺源縣       | 豐坊 鄞縣     |               | 陳公陞 閩縣   | 唐愈賢 沅陵縣 | 蘇清 祥符縣     | 李仁 東阿縣     | 彭希曾 陽曲縣     | 呂顓 寧州         | 楊順明 南充縣 | 潘大賓 海陽縣 | 陳汝謨 桂平縣 | 施昱 雲南廣南衛 | 施昱 雲南廣南衛   |
| 嘉靖元年 壬午科 （1522年）     | 周襗 浙江山陰縣           | 華鑰 無錫縣       | 鄭曉 海鹽縣   | 陳昌積 泰和縣 | 丘愈 莆田縣   | 易泉 衡州府   | 王夢旭 祥符縣   | 封上章 泰安州   | 楊謨 澤州         | 王誥 西安府       | 魏廷璽 成都縣 | 黃廷年 從化縣 | 楊英 臨桂縣   | 張合 金齒衛     | 張合 金齒衛       |
| 嘉靖四年 乙酉科 （1525年）     | 張惟一 安肅縣             | 袁袠 吳縣         | 錢楩 山陰縣   | 魏良政 新建縣 | 林東海 莆田縣 | 陳吉言 蘄州   | 谷宇齡 祥符縣   | 毛渠 掖縣       | 寇天與 榆次縣     | 喬世寧 耀州       | 焦維章 灌縣   | 陳思謙 揭陽縣 | 李文鳳 慶遠衛 | 趙鼐 澂江府     | 趙鼐 澂江府       |
| 嘉靖七年 戊子科 （1528年）     | 馬一龍 應天府溧陽縣       | 許仁卿 浙江臨海縣 | 姜良翰 金華縣 | 謝應嶽 吉水縣 | 劉汝楠 同安縣 | 曠宗舜 醴陵縣 | 陳大壯 洛陽縣   | 葛守禮 德平縣   | 許天倫 代州       | 滑撫 西安縣       | 楊名 綏寧縣   | 王希文 東莞縣 | 詹約 桂林府   | 薛炳 普安衛     | 薛炳 普安衛       |
| 嘉靖十年 辛卯科 （1531年）     | 馬從謙 應天府溧陽縣       | 趙汴 太倉縣       | 張濂 仁和縣   | 歐陽杲 鄱陽縣 | 陳讓 晉江縣   | 傅頤 沔陽州   | 劉繪 光州       | 劉鋐 平陽衛     | 王應期 蒲州       | 李寵 涇陽縣       | 萬邦憲 富順縣 | 胡一化 揭陽縣 | 黃瑤 臨桂縣   | 李東儒 劍州     | 李東儒 劍州       |
| 嘉靖十三年 甲午科 （1534年）   | 歐陽㬇 武強縣             | 鄭維誠 祁門縣     | 張志淑 臨海縣 | 周儒 安福縣   | 楊子充 福清縣 | 汪宗伊 崇陽縣 | 吳三樂 河南衛   | 靳學顏 濟寧州   | 亢思謙 臨汾縣     | 張文卿 三原縣     | 胡汝霖 綿州   | 梁津 番禺縣   | 秦孺 馬平縣   | 朱文質 雲南衛   | 朱文質 雲南衛     |
| 科次                           | 順天                      | 應天              | 浙江          | 江西          | 福建          | 湖廣          | 河南            | 山東            | 山西              | 陝西              | 四川          | 廣東          | 廣西          | 雲南            | 貴州              |
| 嘉靖十六年 丁酉科 （1537年）   | 鄭光溥 山東益都縣         | 王諷 祁門縣       | 陳穆 鄞縣     | 張希舉 南昌縣 | 章日闇 晉江縣 | 姚璋 沅陵縣   | 王西星 洛陽縣   | 徐承祖 歷城縣   | 劉廷臣 洪洞縣     | 董大經 臨潼縣     | 何一舉 成都縣 | 馬拯 南海縣   | 蔣時行 全州   | 馬應義 大理府   | 浦仲良 烏撒衛     |
| 嘉靖十九年 庚子科 （1540年）   | 劉一麟 昌平州             | 趙釴 桐城縣       | 王交 慈谿縣   | 王渤 泰和縣   | 鄭啟謨 福州府 | 謝登之 巴陵縣 | 尚維持 羅山縣   | 潘龍 夏津縣     | 栗永祿 長治縣     | 馬自強 同州       | 范希正 南充縣 | 蕭來鳳 潮陽縣 | 陸萬鍾 靈川縣 | 紀律 雲南府     | 田時龍 思南府     |
| 嘉靖二十二年 癸卯科 （1543年） | 沈紹慶 南直隸崑山縣       | 尤瑛 無錫縣       | 沈束 餘姚縣   | 胡 豐城縣     | 黃繼周 莆田縣 | 程沂 咸寧縣   | 曹金 祥符縣     | 許邦才 歷城縣   | 李芝 澤州         | 王瑜 秦州         | 傅太 保寧府   | 倫文 順德縣   | 唐朝德 全州   | 張九淵 保山縣   | 熊旃 安莊衛       |
| 嘉靖二十五年 丙午科 （1546年） | 祝尚義 騰驤左衛           | 袁洪愈 吳縣       | 高鶴 山陰縣   | 易弘器 分宜縣 | 洪世遷 閩縣   | 蔡制 寧鄉縣   | 申嘉瑞 葉縣     | 陳所蘊 鄒平縣   | 路王道 屯留縣     | 閻司講 隴州       | 王纘宗 南充縣 | 謝頤 博羅縣   | 宋廷表 臨桂縣 | 李廷詔 鄧州     | 孫應鰲 清平衛     |
| 嘉靖二十八年 己酉科 （1549年） | 孫鋌 錦衣衛               | 唐一麐 武進縣     | 周詩 錢塘縣   | 何濤 廣昌縣   | 黃士觀 莆田縣 | 吳國倫 興國州 | 魯邦彥 睢州     | 劉大章 益都縣   | 王崇雅 蒲州       | 張旂 涇陽縣       | 王楠 南充縣   | 胡庭蘭 增城縣 | 張元舉 臨桂縣 | 張文奎 太和縣   | 鮑國臣 普定衛     |
| 嘉靖三十一年 壬子科 （1552年） | 房有容 豐潤縣             | 孫溥 江西豐城縣   | 諸大圭 餘姚縣 | 李貴 豐城縣   | 黃星耀 莆田縣 | 王凝 宜城縣   | 紀朝宗 陳州     | 王肇林 掖縣     | 梁綱 稷山縣       | 周鑑 平涼府儀衛司 | 丁勝 成都縣   | 張大猷 東莞縣 | 鄧洪震 宣化縣 | 失載            | 吳淮 宣慰司       |
| 嘉靖三十四年 乙卯科 （1555年） | 楊濂 四川巫山縣           | 張世熙 舒城縣     | 鄭卿 慈谿縣   | 閔文卿 浮梁縣 | 黃懋沖 莆田縣 | 劉伯燮 孝感縣 | 陳加命 杞縣     | 田汝穎 信陽州   | 張鵬翰 陽曲縣     | 李蘇 咸寧縣       | 陰武卿 內江縣 | 袁炳 東莞縣   | 鍾大章 鬱林州 | 龍施 雲南前衛   | 佘奕 宣慰司       |
| 嘉靖三十七年 戊午科 （1558年） | 達其道 任縣               | 佘毅中 銅陵縣     | 張巽 秀水縣   | 習孔教 廬陵縣 | 黃才敏 晉江縣 | 陳述齡 沔陽州 | 劉奮庸 洛陽縣   | 張煥 益都縣     | 李尚思 曲沃縣     | 王言 南鄭縣       | 楊沂 西充縣   | 李學一 歸善縣 | 佘立 馬平縣   | 劉誥 保山縣     | 莫期尹 貴州宣慰司 |
| 嘉靖四十年 辛酉科 （1561年）   | 金一鳳 任丘縣             | 許國 歙縣         | 盧漸 鄞縣     | 黃文煒 南城縣 | 趙秉忠 甌寧縣 | 王萬善 衡陽縣 | 何洛文 信陽縣   | 崔桓 平度州     | 李日強 曲沃縣     | 薛亨 韓城縣       | 顧紹履 成都縣 | 王弘誨 定安縣 | 馬千乘 全州   | 唐堯臣 晉寧州   | 李惟祜 清平衛     |
| 嘉靖四十三年 甲子科 （1564年） | 章禮 錦衣衛               | 沈位 吳江縣       | 王家棟 嘉興縣 | 祝眉壽 德興縣 | 王大道 莆田縣 | 劉守泰 麻城縣 | 閻邦寧 原武縣   | 王象坤 新城縣   | 潘雲祥 寧化千戶所 | 溫純 三原縣       | 陳惟直 洪雅縣 | 李成性 南海縣 | 鄧全策 全州   | 許鎡 石屏州     | 許一德 貴州衛     |
| 隆慶元年 丁卯科 （1567年）     | 莊允中 南直隸華亭縣       | 周汝礪 崑山縣     | 黃洪憲 嘉興縣 | 蔡責易 新昌縣 | 張履祥 長汀縣 | 李廷楫 常德府 | 李希召 蘭陽縣   | 王侍 諸城縣     | 張四端 蒲州       | 王繼祖 咸寧縣     | 朱紱 彭山縣   | 楊起元 歸善縣 | 洪敷文 臨桂縣 | 王制 昆明縣     | 胡允平 貴州宣慰司 |
| 隆慶四年 庚午科 （1570年）     | 李廷機 福建晉江縣         | 吳汝倫 無錫縣     | 凌登瀛 錢塘縣 | 孫希夔 大庾縣 | 林奇石 同安縣 | 彭大用 祁陽縣 | 劉慎 宜陽縣     | 張鉦 濱州       | 馮懋仁 蒲州       | 文在中 三水縣     | 易以巽 安縣   | 霍鎮東 南海縣 | 洪敷誥 臨桂縣 | 王高選 建水州   | 陳時言 普安州     |
| 萬曆元年 癸酉科 （1573年）     | 柯挺 福建海澄縣           | 江文明 徽州府     | 莫睿 錢塘縣   | 徐州牧 豐城縣 | 蘇濬 晉江縣   | 李登 景陵縣   | 任啟元 河南府   | 陳勗 莒州       | 司馬晰 夏縣       | 趙爾守 盩厔縣     | 胥從化 巴縣   | 鍾維誠 番禺縣 | 徐尚寶 永寧州 | 朱道南 臨安衛   | 姚允升 新添衛     |
| 萬曆四年 丙子科 （1576年）     | 魏允中 南樂縣             | 顧憲成 無錫縣     | 朱用光 崇德縣 | 王命爵 廬陵縣 | 劉庭蘭 漳浦縣 | 楊逢時 江陵縣 | 楊鳳 杞縣       | 葛曦 德平縣     | 王顯忠 澤州       | 王圖 耀州         | 黃輝 南充縣   | 鄭偉 番禺縣   | 金輝漢 馬平縣 | 楊應兆 臨安縣   | 孫思述 普安州     |
| 萬曆七年 己卯科 （1579年）     | 馮嘉遇 柏鄉縣             | 陸大成 太倉州     | 陳懿典 秀水縣 | 饒位 進賢縣   | 陳文選 惠安縣 | 黃圖 麻城縣   | 張自立 汝陽縣   | 楊春茂 濟寧州   | 李永培 曲沃縣     | 劉宇 金州         | 何傑 崇慶州   | 吳國光 新安縣 | 王應泰 馬平縣 | 王吉人 太和縣   | 鄧雲龍 清平衛     |
| 萬曆十年 壬午科 （1582年）     | 高洪謨 南直隸上海縣       | 王士騏 太倉州     | 姜鏡 餘姚縣   | 劉應秋 吉水縣 | 謝綗 平和縣   | 陳良心 京山縣 | 周九皐 杞縣     | 杜華先 冠縣     | 白所知 陽城縣     | 劉復初 高陵縣     | 劉三才 鄰水縣 | 梁維屏 順德縣 | 譚汝試 興業縣 | 鄒祖孔 臨安府   | 吳鋌 都勻府       |
| 萬曆十三年 乙酉科 （1585年）   | 張紹魁 延慶衛             | 周繼昌 無錫縣     | 馮烶 慈谿縣   | 熊尚文 豐城縣 | 李光縉 晉江縣 | 汪起雲 黃岡縣 | 駱思驥 光州     | 陳所聞 兗州府   | 王濬初 山陰縣     | 米助 蒲城縣       | 劉啟周 西充縣 | 何豸 番禺縣   | 唐世堯 平涼縣 | 莫與京 鶴慶府   | 蕭重望 思南府     |
| 萬曆十六年 戊子科 （1588年）   | 王衡 南直隸太倉縣         | 周應秋 金壇縣     | 蔡應龍 建德縣 | 劉文卿 廣昌縣 | 潘洙 晉江縣   | 吳化 黃安縣   | 喬胤 寧陵縣     | 吳鴻功 萊蕪縣   | 傅新德 定襄縣     | 武之望 臨潼縣     | 馬鳴轂 內江縣 | 劉景辰 南海縣 | 經仁傑 全州   | 朱思明 雲南前衛 | 劉尚德 平溪縣     |
| 萬曆十九年 辛卯科 （1591年）   | 沈演 浙江烏程縣           | 汪鳴鸞 婺源縣     | 毛鳳起 嘉興府 | 陳幼良 德化縣 | 黃志清 晉江縣 | 汪元極 黃岡縣 | 黃陞 睢州       | 張彩 滕縣       | 曹汴 安邑縣       | 吳岐 鳳翔府       | 劉紀 邛州     | 林耀初 新會縣 | 龐鼎 陸川縣   | 王致中 太和縣   | 丘禾實 新添衛     |
| 萬曆二十二年 甲午科 （1594年） | 余應詔 浙江遂安縣         | 龔三益 武進縣     | 譚昌言 嘉興縣 | 張以化 南城縣 | 王畿 晉江縣   | 秦繼宗 蘄水縣 | 趙三極 永寧縣   | 洪良範 沂州     | 張應徵 猗氏縣     | 李子芳 三原縣     | 羅天錦 富順縣 | 李粹中 從化縣 | 傅登第 馬平縣 | 金本高 昆明縣   | 喻政 銅仁府       |
| 萬曆二十五年 丁酉科 （1597年） | 徐光啟 南直隸上海縣       | 呂克孝 青浦縣     | 張應完 鄞縣   | 徐來泰 豐城縣 | 洪承選 南安縣 | 熊廷弼 江夏縣 | 全璲 淅川縣     | 宋鴻儒 德州     | 王自亨 安邑縣     | 何龍圖 榆林衛     | 程嘉賓 富順縣 | 王珮 高明縣   | 唐之夔 鬱林州 | 李和中 石屏州   | 張應吾 鎮遠府     |
| 萬曆二十八年 庚子科 （1600年） | 趙維寰 浙江平湖縣         | 李胤昌 崑山縣     | 葛寅亮 錢塘縣 | 江和 鄱陽縣   | 周起元 海澄縣 | 趙嗣芳 咸寧縣 | 荊時薦 靈寶縣   | 徐光前 新泰縣   | 馬呈德 大同縣     | 劉宇曜 涇陽縣     | 丁紹春 敘州府 | 關應曾 廣州府 | 毛文沛 富川縣 | 蘇鴻 石屏州     | 張文星 思南府     |
| 萬曆三十一年 癸卯科 （1603年） | 沈朝燁 浙江仁和縣         | 王納諫 江都縣     | 陳萬言 秀水縣 | 龔而安 南昌縣 | 林欲楫 晉江縣 | 郭士望 蕲水縣 | 侯應琛 杞縣     | 王文教 聊城縣   | 趙守宷 孝義縣     | 劉士龍 長安縣     | 潘紹伊 成都縣 | 李如榴 東莞縣 | 鄧士奇 橫州   | 吳國模 石屏州   | 潘潤民 貴州宣慰司 |
| 萬曆三十四年 丙午科 （1606年） | 王獻吉 南直隸華亭縣       | 鄒之麟 武進縣     | 姚星吳 餘杭縣 | 陳良佑 高安縣 | 郭應響 福清縣 | 張希哲 巴陵縣 | 王玉鉉 修武縣   | 李楫 樂安縣     | 常啟胤 翼城縣     | 韓繼思 涇陽縣     | 簡文瑞 榮縣   | 陳熙昌 南海縣 | 常懋中 恭城縣 | 賀文明 雲南衛   | 楊廷詔 思南府     |
| 萬曆三十七年 己酉科 （1609年） | 包鴻逵 浙江秀水縣         | 尹嘉賓 江陰縣     | 錢逢春 慈谿縣 | 蔡士芹 德化縣 | 周迪 莆田縣   | 王時化 武昌府 | 陳繼鉉 商城縣   | 范元宷 霑化縣   | 郝名聲 壽陽縣     | 羅世濟 平利縣     | 劉綡 巴縣     | 李士淳 程鄉縣 | 朱振麟 南寧府 | 馬易從 蒙化府   | 龍作霖 黎平府     |
| 萬曆四十年 壬子科 （1612年）   | 宋鳳翔 浙江嘉興縣         | 張瑋 武進縣       | 朱國華 海鹽縣 | 傅朝佑 臨川縣 | 高崇榖 邵武府 | 王圖昇 蒲圻縣 | 葉廷桂 商丘縣   | 徐日升 長山縣   | 王時英 垣曲縣     | 王崇士 涇陽縣     | 鄭源長 成都縣 | 吳殿邦 海陽縣 | 周文煥 桂林府 | 嚴維寅 太和縣   | 邵以嵩 普安州     |
| 萬曆四十三年 乙卯科 （1615年） | 秦羽明 清河縣             | 葉有聲 金山衛     | 馮銓 湖州府   | 王績燦 安福縣 | 甘汝挺 海澄縣 | 何守初 益陽縣 | 洪胤嵩 商城縣   | 李元善 蓬萊縣   | 陸敏學 大同縣     | 郝維新 三原縣     | 曹秉忠 井研縣 | 周文煒 連州   | 滕之倫 桂林府 | 趙璧烜 大理府   | 胡允恭 石阡府     |
| 萬曆四十六年 戊午科 （1618年） | 王家基 滄州               | 盛文琳 常熟縣     | 陳山毓 嘉善縣 | 張斌 臨川縣   | 戴國章 漳浦縣 | 陳君寵 新化縣 | 唐時明 固始縣   | 邢泰吉 臨清州   | 胡舜封 河東運司   | 李尚霖 高陵縣     | 詹胤昌 筠連縣 | 朱祚昌 東莞縣 | 蔣佳胤 灌陽縣 | 施堯中 昆明縣   | 周成德 興隆衛     |
| 天啓元年 辛酉科 （1621年）     | 鹿化麟 定興縣             | 陳組綬 武進縣     | 姚元凱 慈谿縣 | 李國球 鉛山縣 | 范方 同安縣   | 車萬合 邵陽縣 | 董學益 禹州     | 朱純 長清縣     | 王國維 安邑縣     | 馬御輦 涇陽縣     | 姚文明 射洪縣 | 伍瑞隆 香山縣 | 張茂梧 臨桂縣 | 劉廷祚 安福縣   | 盧塾 新貴縣       |
| 天啓四年 甲子科 （1624年）     | 楊芳聲 魏縣               | 周鑣 金壇縣       | 翁鴻業 錢塘縣 | 余有敬 豐城縣 | 程祥會 漳浦縣 | 劉近臣 廣濟縣 | 周士美 商丘縣   | 丁乙 東平州     | 趙之璽 樂平縣     | 潘光祖 狄道縣     | 周麟 富順縣   | 黃虞龍 高要縣 | 林光第 隆安縣 | 王適 河西衛     | 張應輔 鎮遠府     |
| 天啓七年 丁卯科 （1627年）     | 金鉉 大興縣               | 沈幾 長洲縣       | 曹惟才 會稽縣 | 孔大德 金溪縣 | 戴震雷 仙遊縣 | 譚元春 景陵縣 | 李永茂 鄧州     | 李獻明 壽光縣   | 趙國鼎 樂平縣     | 王昌胤 蒲城縣     | 盧元卿 富順縣 | 詹炎 南海縣   | 文昌明 全州   | 閃仲侗 保山縣   | 劉芳久 平溪縣     |
| 崇禎三年 庚午科 （1630年）     | 劉進 滄州                 | 楊廷樞 吳縣       | 曹振龍 蕭山縣 | 劉逵 臨川縣   | 張能恭 福寧州 | 王文南 江陵縣 | 徐作霖 商丘縣   | 來儀 臨朐縣     | 李異品 沁水縣     | 楊畏知 寶雞縣     | 王鉉 營山縣   | 胡平運 新會縣 | 趙三薦 全州   | 孫光烈 昆明縣   | 鄒先魯 銅仁府     |
| 崇禎六年 癸酉科 （1633年）     | 姜孔殷 東光縣             | 桂伸 石埭縣       | 俞穎陽 鄞縣   | 劉星耀 臨川縣 | 陸希韶 龍溪縣 | 歐陽瑾 衡陽縣 | 賈遂 商丘縣     | 王章 萊陽縣     | 因正卿 曲沃縣     | 席增光 南鄭縣     | 郭忠藩 嘉定府 | 陳學詮 番禺縣 | 魏國儀 臨桂縣 | 梁甲壯 鶴慶府   | 趙國佐 銅仁府     |
| 崇禎九年 丙子科 （1636年）     | 馬之驪 雄縣               | 章曠 華亭縣       | 倪長圩 平湖縣 | 黃騰達 清江縣 | 蔡高標 晉江縣 | 周壽明 蘄水縣 | 傅作舟 登封縣   | 趙進美 益都縣   | 衛周祚 曲沃縣     | 宋含真 臨潼縣     | 劉泌 隆昌縣   | 葉著 程鄉縣   | 蔣奠坤 全州   | 潘世澄 保山縣   | 張今盛 都勻府     |
| 崇禎十二年 己卯科 （1639年）   | 梁以樟 清苑縣             | 湯斯祐 宣城縣     | 宋賓王 餘姚縣 | 劉渤 安福縣   | 鍾垣 龍溪縣   | 曹胤昌 麻城縣 | 熊緯 光山縣     | 高瑋 淄川縣     | 郭可圻 曲沃縣     | 邢應斗 南鄭縣     | 吳象鉉 榮縣   | 謝宗鍹 澄海縣 | 敬天顏 懷集縣 | 陳達道 安寧縣   | 羅明夔 永寧衛     |
| 崇禎十五年 壬午科 （1642年）   | 李震成 滄州               | 盧象觀 宜興縣     | 黃濤 嘉興縣   | 酆岳壽 清江縣 | 何承都 晉江縣 | 沈會霖 安陸縣 | 董襄 湯陰縣     | 王斗樞 諸城縣   | 畢振姬 高平縣     | 王三畏 咸寧縣     | 李如星 酆都縣 | 鍾丁先 永安縣 | 黃龍躍 全州   | 俞聯魁 楚雄縣   | 譚先召 平壩衛     |
| 科次                           | 順天                      | 應天              | 浙江          | 江西          | 福建          | 湖廣          | 河南            | 山東            | 山西              | 陝西              | 四川          | 廣東          | 廣西          | 雲南            | 貴州              |

## 南明
| 科次                         | 順天 | 應天 | 浙江 | 江西 | 福建        | 湖廣          | 河南 | 山東 | 山西 | 陝西 | 四川 | 廣東          | 廣西            | 雲南        | 貴州          |
| ---------------------------- | ---- | ---- | ---- | ---- | ----------- | ------------- | ---- | ---- | ---- | ---- | ---- | ------------- | --------------- | ----------- | ------------- |
| 隆武元年 乙酉科 （1645年）   |      |      |      |      |             |               |      |      |      |      |      |               | 唐訪 湖廣武陵縣 | 任熙 待考   | 王徽前 平壩衛 |
| 隆武二年 丙戌科 （1646年）   |      |      |      |      | 葉瓚 福州府 | 朱之宣 湘陰縣 |      |      |      |      |      | 梁湛然 南海縣 |                 |             |               |
| 永曆八年 甲午科 （1654年）   |      |      |      |      |             |               |      |      |      |      |      |               |                 | 高應雷 待考 | 陳士基 待考   |
| 永曆十一年 丁酉科 （1657年） |      |      |      |      |             |               |      |      |      |      |      |               |                 | 王肇興 待考 |               |

## 參看
- 明朝狀元列表
- 明朝鄉試正副考官列表
- 清朝解元列表